# Jan Hofer
Johannes Neuenhofer, más conocido como Jan Hofer, es un periodista alemán, analista noticioso y ex editor jefe del noticiero de Das Erste, Tagesschau. Desde 2021 es parte de la cadena RTL.

## Su Vida
Hofer estudió Economía de Negocios en la Universidad de Colonia entre 1970 y 1974. Mientras estudiaba, fue pasante en una Radioemisora. Posterior a sus estudios, trabajó en cadenas regionales de radio y televisión, antes de unirse al Tagesschau en 1985. Se convirtió en editor jefe, tras casi 20 años, en 2004. En 2020 se retiró del noticiero y fue sucedido como editor jefe por Jens Riewa.
Además de su trabajo como presentador de noticias, Hofer fue presentador del NDR Talk Show desde 1989 hasta 1991. Después de esto, ha sido el comentarista alemán del Festival de la Canción de Eurovisión de 1992 a 1994. En la estación regional MDR también fue presentador del talk show Riverboat entre 1992 y 2012. Hofer tiene tres hijos.
Desde agosto de 2021 forma parte de RTL en la conducción del noticiero nocturno RTL Direkt.
Su año de nacimiento exacto ha sido objeto de especulaciones, ya que se encuentra entre 1950 y 1952.